# Kenneth Koma
Gaobamong Kenneth Shololo Koma (Mahalapye, 27 de julio de 1923 - ibídem, 19 de marzo de 2007), conocido popularmente como KK, fue un abogado, intelectual y político botsuano que ejerció como presidente del Frente Nacional de Botsuana (BNF), principal partido de la oposición del país africano, desde 1977 hasta 2001. Fue también miembro de la Asamblea Nacional de Botsuana en representación de la circunscripción de Gaborone South desde 1984 hasta 2004 y líder de la Oposición parlamentaria desde 1984 hasta 2003. Junto a Bathoen Gaseitsiwe y Philip Matante, se le considera uno de los principales dirigentes opositores al gobierno del Partido Democrático de Botsuana (BPD) durante sus primeras tres décadas de duración.
Las primeras actividades políticas de Koma se dieron durante la década de 1950, como partidario de Seretse Khama en la lucha por la independencia del entonces protectorado británico de Bechuanalandia. Se distanciaría de Khama después de la independencia, convirtiéndose en uno de los mayores críticos de su gobierno. Koma fundó junto a otros el Frente Nacional de Botsuana en 1965, con el apoyo posterior del jefe tribal Bathoen Gaseitsiwe. Koma se describía a sí mismo como un «socialista científico» (rechazando las tesis vinculadas tanto al socialismo africano como a las tradiciones tribalistas), pero compartió el liderazgo con Bathoen (un conservador tradicionalista) en un intento de crear una fuerza política adaptada a la realidad del país. Durante los primeros veinte años posteriores a la independencia, Koma fracasó en ser elegido miembro del parlamento, principalmente por intervención de Bathoen, que buscaba marginar su liderazgo. Logró ser elegido presidente del BNF en 1977, pero continuó siendo políticamente marginado por Bathoen. En 1984 perdió ante el vicepresidente Peter Mmusi (del BDP) en la circunscripción de Gaborone South, en medio de un escándalo por fraude electoral. Koma desafió con éxito el resultado ante la justicia y derrotó a Mmusi en la elección complementaria resultante, accediendo al Parlamento por primera vez. Bathoen se retiró, dejando a Koma presidir el partido y convertirse en líder de la Oposición.
El liderazgo de Koma presidió un crecimiento considerable de la suerte electoral de la oposición en un estado de partido dominante como Botsuana. El BNF tomó el control de la mayoría de los centros urbanos de importancia en 1984 y consolidó este liderazgo en 1989, a la par que superó a otras fuerzas políticas para erigirse como único partido aparte del BDP con alcance nacional. En la década de 1990, Koma abandonó varios de sus puntos de vista de izquierda más radicales y el BNF adoptó el «Programa Socialdemócrata» para generar una plataforma electoral más moderna, mientras dedicó sus esfuerzos a presionar al gobierno de Quett Masire para una mayor transparencia en la administración electoral en Botsuana. En 1994, en medio de un deterioro de la situación económica y social del país, Koma lideró al BNF hacia el mejor resultado de su historia, alcanzando 13 de los 40 escaños parlamentarios y obteniendo un 37,09 % de los votos, lo que permanece hasta la fecha como el voto popular más alto logrado por un único partido que no fuera el BDP. A finales de la legislatura posterior, Koma enfrentó un conflicto de liderazgo contra una facción más joven del partido, liderada por Michael Dingake, que buscó derrocarlo a finales de la década. Aunque fracasó, la escisión resultante (el Partido del Congreso de Botsuana) provocó una fuerte debacle para el BNF en las elecciones de 1999. Aunque el BNF pudo conservar su posición como segunda fuerza de la política botsuana, Koma renunció como líder del partido después de la derrota, abandonando el cargo a fines de 2001, y como líder de la Oposición parlamentaria en 2003. Se retiró del Parlamento al finalizar su cuarto mandato en 2004. Abandonó el BNF durante sus últimos años, luego de que su facción perdiera el control del partido, y contribuyó a fundar el Nuevo Frente Democrático, pero sus problemas de salud forzaron su retiro de la política. Koma murió en marzo de 2007, a los 83 años, y recibió un entierro sencillo en su ciudad natal de Mahalapye.
Como un dirigente político destacado con un alto perfil en la Botsuana previa y posterior a la independencia, el legado de Koma es amplio y controvertido. Sus defensores resaltan su larga militancia política, su adhesión a los principios socialistas, sus esfuerzos por una mayor democratización del sistema político botsuano y su papel en el ascenso electoral del BNF en las décadas de 1980 y 1990. Los partidarios del gobierno del BDP a menudo buscaron retratar a Koma como un radical de izquierda peligroso y un demagogo. Dentro de la oposición botsuana, sus críticos cuestionan su liderazgo autocrático en el BNF, en especial después de la salida de Bathoen en 1985, así como su intervención en la división opositora que frustró las expectativas elevadas de una victoria electoral en 1999. A pesar de esto, tanto el BNF como muchos partidos escindidos de este (incluso varios que se fundaron durante su liderazgo) recuerdan a Koma como referente ideológico y político.

## Primeros años
Gaobamong Kenneth Shololo Koma nació el 27 de julio de 1923, en el entonces protectorado británico de Bechuanalandia (actual distrito Central del República de Botsuana). Era hijo de Shololo Koma y de su esposa, Segadimang Koma. El lugar exacto de su nacimiento es incierto, con fuentes afirmando que nació en Mahalapye y otras en Serowe. Koma pertenecía a la tribu BaNgwato, cuyo jefe y monarca en ese momento era Sekgoma II, padre de Seretse Khama (primer presidente de Botsuana). Perteneciente al sector educado minoritario de la sociedad del protectorado, Koma se vio interesado en la política desde muy joven. Partidario de Khama en sus comienzos, sus primeras actividades políticas se remontan a las protestas en contra del exilio forzoso del jefe tras su matrimonio con una ciudadana inglesa blanca, Ruth Williams, decisión que alienó al recién instaurado régimen del apartheid en Sudáfrica.
A mediados de la década de 1950, Koma recibió una beca para estudiar derecho en la Universidad de Sheffield, en el Reino Unido, por lo que abandonó el protectorado. Mientras estuvo en Londres, Koma coincidió con el exiliado Khama y mantuvo al menos una reunión con él. Aunque los detalles no trascendieron, se presume que no se volvieron particularmente cercanos.
Durante sus estudios Koma se distanció rápidamente de los ideales liberales y tradicionalistas de Khama, viéndose muy influenciado por las corrientes marxistas, convirtiéndose en socialista. En 1958, ante la opción de doctorarse optó por continuar sus estudios en la Universidad Carolina de Praga, en la República Socialista Checoslovaca. Dado que Koma era de los pocos ciudadanos de Bechuanalandia con un nivel educativo superior (Botsuana se independizaría en 1966 con algo más de una veintena de graduados universitarios), la inteligencia británica tomó en serio su vinculación con los regímenes comunistas y comenzó a monitorear sus movimientos a partir de entonces. Koma figuró por primera vez en un informe del Alto Comisionado británico en Sudáfrica al Ministro responsable en Londres, redactado el 20 de septiembre de 1962, en el que sugería que Koma podía estar trabajando bajo las órdenes de Ntsu Mokhehle, líder del Partido del Congreso de Basutolandia y futuro primer ministro de Lesoto.
Durante su estadía en Praga, contrajo matrimonio brevemente con una mujer checa, Jane Voegolova. Entre 1963 y 1964, Koma completó un doctorado en ciencias políticas en la Universidad Patrice Lumumba de la Unión Soviética. Koma fue también el primer africano en inscribirse en el Instituto de la Academia de Ciencias en Moscú. Regresó definitivamente a Bechuanalandia en febrero de 1965 para dedicarse de lleno a la actividad política.

## Actividad política temprana

### Fundación del BNF

En un intento por contrarrestar la hegemonía del BDP, Koma cofundó el BNF en octubre de 1965 como un «frente unido» de fuerzas opositoras.

El retorno de Koma a Bechuanalandia coincidió con las primeras elecciones con sufragio universal en la historia del territorio, que resultaron en un triunfo aplastante del conservador tradicionalista Partido Democrático o BDP, presidido por Seretse Khama, sobre el socialista y africanista Partido Popular o BPP, de Philip Matante. El BDP conduciría a la independencia del protectorado como República de Botsuana en septiembre de 1966, y monopolizaría rápidamente las instituciones electas debido, en gran medida a la división y comportamiento tribalista o radical de los partidos opositores. Descontento con esta situación, Koma decidió contribuir a la fundación de un amplio frente político que pudiera oponerse a la hegemonía del BDP. Entre abril y octubre de 1965, mientras el territorio se preparaba para la independencia, organizó una serie de reuniones entre dirigentes descontentos del BPP. El 10 de octubre de 1965, estos grupos convergieron finalmente en el Frente Nacional de Botsuana (BNF). El nuevo partido, de carácter socialista y marxista, tenía como base «la liberación de la clase trabajadora» y la lucha contra el apartheid. Bajo el liderazgo de Koma (aunque este mismo no buscó una candidatura electoral), el partido presentó un puñado de candidatos en las elecciones locales de 1966, el último paso antes de la independencia, ninguno de los cuales resultó electo.
Durante la fundación del BNF, Koma buscaba construir un frente unido con la totalidad de los partidos opositores. En el primer panfleto del BNF, Koma achacó la victoria aplastante de Khama y el BDP a las luchas internas del BPP, a la división entre múltiples candidatos y a la apatía que esta generaron entre varios votantes, convocando a la fundación de un «frente de patriotas» que pusiera límites a lo que consideró la instauración de un inminente «régimen neocolonial» por parte de Khama, el cual era a ojos de Koma «más reaccionario que la administración colonial». A pesar de su escaso éxito inicial, sobre todo por sus propuestas radicales muy alejadas de la sociedad conservadora del naciente país, Koma comenzó a traer seguidores por su papel marcadamente ideológico. El BNF era por lejos el partido opositor más apegado a una ideología tradicional, mientras que los otros parecían más concentrados en luchas tribales y étnicas.

### Primeros años de independencia

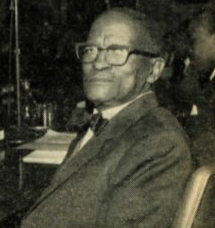
Bathoen Gaseitsiwe fue tanto aliado como rival interno de Koma por el liderazgo del BNF.

A pesar de la marcada intransigencia ideológica exhibida por Koma durante los primeros años de existencia del BNF, reflejada en sus primeros escritos, la independencia de Botsuana y el rápido desarrollo de los acontecimientos políticos en el nuevo estado lo llevaron a adoptar un enfoque mucho más pragmático de cara a combatir al gobierno de Khama. A tal fin, tomó ventaja del conflicto entre Khama y algunos liderazgos tribales por el creciente avance del gobierno central sobre las prerrogativas de las jefaturas tradicionales. Bathoen Gaseitsiwe, jefe de la tribu sureña Bangwaketse, encabezó esta oposición y renunció a su escaño en la Cámara de Jefes para poder dedicarse plenamente a la política como opositor a Khama. Aprovechándose de esta situación, Koma se acercó sorpresivamente a Bathoen y le ofreció ser candidato presidencial del BNF. A pesar de las profundas diferencias ideológicas, Bathoen aceptó y el BNF pudo emplear su influencia y recursos para nacionalizarse rápidamente. Anticipándose al humor social, Koma prescindió de liderar el partido y prefirió permanecer como secretario y publicista, esperando que la candidatura de Bathoen atrajera a los votantes conservadores. La alianza entre Koma y Bathoen marcaría la política del BNF por muchas décadas, y hasta la fecha las principales áreas de influencia del partido continúan siendo las regiones Bangwaketse.
Koma y Bathoen emprendieron negociaciones con Matante, líder del BPP y líder de la Oposición en la Asamblea Nacional, con el fin de formar un frente unido en contra del gobierno. Preocupado por la veloz reorganización opositora, Khama logró llegar a un acuerdo con los demás líderes tribales y disolvió sorpresivamente el Parlamento el 23 de agosto de 1969 y convocó a elecciones anticipadas, más de medio año antes de la expiración del mandato constitucional. Debilitado por el adelanto electoral, el BNF solo pudo presentar veintiún candidatos (aunque de todas formas se trató de la disputa más amplia que el BDP enfrentaría por parte de otro partido por los siguientes quince años) de las 31 circunscripciones posibles. Bathoen buscó marginar a Koma lo más posible del liderazgo y logró que este ni siquiera se presentara como candidato a miembro del Parlamento. Aunque el manifiesto del BNF era muy progresista y centraba su discurso en todo el país, prometiendo la educación primaria libre, gratuita y obligatoria; la nacionalización de la economía y la instauración de un estado federal entre las distintas tribus por medio de una reforma constitucional, el partido se vio restringido al área de influencia de Bathoen. En las elecciones generales, que tuvieron lugar el 18 de octubre de 1969, el BDP obtuvo su resultado más débil en vida de Khama y el BNF se convirtió en la segunda fuerza más votada a nivel nacional con un 13,60% de los votos y tres escaños, los tres correspondientes al territorio Bangwaketse. Bathoen reemplazó a Matante como líder de la Oposición, cargo que el presidente parlamentario del BNF lograría ocupar en cada ciclo electoral hasta 2019.
Los siguientes años vieron una consolidación del liderazgo de Bathoen sobre el liderazgo del BNF en detrimento de Koma, lo que terminaría provocando una lucha entre ambos que se prolongaría por una década. En el siguiente congreso del BNF, Koma perdió la presidencia del partido por un voto de 21 a 14 contra Bathoen. Koma buscó apaciguar al ala radical del partido, afirmando que los desarrollos «fortalecerían la alianza en lugar de debilitarla», sin embargo, advirtió al ala tribalista del partido que esperaban una mayor disciplina, insinuando que su condición de nuevos miembros los convertía en «personas poco familiarizadas con el BNF», y que comprendía que necesitarían tiempo para «adherir plenamente a la política del partido». A la par, el ala tribal contribuyó a moderar considerablemente la retórica del partido y, a pesar de los constantes escritos de base marxista publicados por Koma durante esa época, ninguno de los manifiestos electorales del BNF en las siguientes elecciones tuvo mensajes de carácter revolucionario o específicamente «socialista», fuera de la promoción de políticas estatistas y bienestaristas y una fuerte retórica anticolonial. De cara a las elecciones de 1974, el BNF presentó catorce candidatos, todos en el sur del país. Koma mismo disputó la circunscripción de la capital, Gaborone. Con el país envuelto en una fuerte apatía política, solo un 8% de la población en edad de votar emitió sufragio, y el BDP obtuvo el 76,62% de los votos válidos contra el 11,49% del BNF, que perdió un escaño y conservó solo dos en Kanye, donde Bathoen resultó reelecto. Koma obtuvo el 25,34% de los votos contra Welly M. Seboni, aspirante del BDP, y en consecuencia no pudo ingresar al Parlamento.
Después de este revés, la facción ideológica y radical del BNF recuperó fuerza, amparada en su mayor carácter nacional y énfasis en las áreas urbanas, que comenzaron un lento proceso de crecimiento a lo largo de la década. Koma criticó a los miembros vinculados a la facción de Bathoen, calificándolos de «oportunistas», y convenció a las bases de la formación de que era necesario un cambio, ante la creciente ola de deserciones al BDP por parte de miembros de alto perfil, que anticiparon que el BNF estaba «perdiendo el rumbo». Progresivamente, Koma logró recuperar el control del partido de manos de Bathoen, aunque mantendría la alianza estratégica con este. El 23 de abril de 1977, en el Congreso del BNF en Tlokweng, Koma logró finalmente ser electo presidente del partido, aunque Bathoen permaneció como vicepresidente y líder de la Oposición en la Asamblea Nacional.

### Liderazgo temprano del BNF
Tras convertirse en presidente del BNF, Koma impulsó una rápida reorganización e hizo que la formación girara a la izquierda antes de las elecciones de 1979, aunque buscó mantener una concordia con el liderazgo anterior de Bathoen para evitar un fraccionamiento que destruyera al partido. Durante este período, Koma comenzó a enfrentar un ataque considerable por parte de los medios de comunicación vinculados al Estado, que lo identificaron como un izquierdista radical peligroso y lo acusaron de amenazar con una «revolución violenta». La dirigencia del BDP también buscó ridiculizar públicamente a Koma, describiéndolo como un hipócrita adinerado que pretendía esconderse en la imagen de una persona humilde. En 1978, el BNF experimentó uno de los escándalos más graves de violación a las libertades civiles en la historia de la Botsuana independiente cuando a un grupo de miembros del partido se les confiscaron sus pasaportes en el aeropuerto cuando tenían la intención de abordar un avión para dirigirse a una reunión de movimientos de izquierda en La Habana, Cuba. No obstante, para 1980, Koma era probablemente el líder opositor en el África subsahariana con mayor libertad de actividad, movimiento y acceso a los medios, con publicaciones parciales en el Daily News.
De cara a las elecciones de 1979, las últimas en las que el BDP competiría liderado por Khama, Koma se presentó por primera vez como candidato presidencial del BNF, disputando también la circunscripción de Gaborone. La campaña se caracterizó por mayores ataques entre el BDP y el BNF, con el BDP acusando a la oposición de buscar «exportar ideologías inaplicables a Botsuana», mientras que el BNF declaró que el BDP podría terminar instaurando un régimen de partido único si no se ponía límites a su hegemonía. La elección resultó en un triunfo aplastante para el BDP, con el 75,16% de los votos, mientras que el BNF obtuvo el 13,01% y solo pudo retener las dos circunscripciones de Kanye, una en manos de Bathoen. Aunque Koma resultó nuevamente derrotado en Gaborone, obtuvo el 40,58% contra el 54,73% de Peter Mmusi (del BDP), el mejor resultado para cualquiera de los candidatos no electos del partido, y dio comienzo al inicipiente ascenso del BNF en las áreas urbanas. Meses después de las elecciones, en julio de 1980, Khama falleció y fue sucedido por su vicepresidente, Quett Masire, lo que implicaría profundos cambios para la política botsuana.

## Líder de la Oposición (1984-2003)

### Elecciones de 1984

La elección de 1984 marcó un fuerte progreso electoral para el BNF y vio al mismo Koma ingresar al Parlamento por primera vez.

Las elecciones generales de 1984, realizadas el 8 de septiembre del mismo año, serían las primeras desde la muerte de Khama. Koma buscaría explotar la debilidad del nuevo liderazgo y las primeras luchas internas en el BDP para aprovechar y nacionalizar el BNF. El partido pudo presentar veintisiete escaños, tan solo siete por debajo del total de circunscripciones, la primera vez desde 1969 que disputaba una mayoría absoluta que le podría permitir gobernar. La creciente urbanización facilitó la división de Gaborone en dos circunscripciones y amplió el tamaño de la base de votantes de los partidos opositores, existiendo ahora una nueva clase urbana alejada de las cuestiones tradicionales tribales que el BDP solía emplear en su favor. Nacionalizado, el BNF pudo manejar eficientemente un discurso de temas de ámbito local que preocupaban a la población, como la educación, la vivienda y el transporte público. De cara a una competencia que se preveía más fuerte, el BDP agitó continuamente el miedo a la instauración de un régimen socialista si perdía las elecciones, llegando a afirmar que «una victoria para el BNF es el fin de la democracia y el progreso económico».
Las elecciones vieron al BNF experimentar un feroz ascenso y crecer a un 20,45% de los votos válidos, la primera vez en la historia de Botsuana que un partido opositor en solitario superaba un quinto del voto popular. Cuatro candidatos del partido resultaron electos, reteniendo las circunscripciones Bangwaketse y ganando en Gaborone North. En Gaborone South, el escrutinio fue lento y ajustado con una diferencia ínfima de votos entre Koma y Mmusi, ahora vicepresidente de Masire. Finalmente, el resultado oficial mostró a Mmusi arriba con un 48,37% de los votos contra el 47,09% de Koma, la contienda más ajustada por un escaño desde la instauración del sufragio universal en el país. Koma no reconoció la derrota, denunciando que se había cometido un fraude electoral. El 9 de octubre, la Corte falló en contra de las impugnaciones iniciales del BNF, pero al día siguiente fue encontrada una urna sin abrir en los edificios del Archivo Nacional de Tshiamo con 242 votos, más del doble que la diferencia obtenida por Mmusi sobre Koma. El escándalo, que llegó a conocerse como «Watergate de Botsuana», motivó una reapertura del caso por parte de la Corte, que resolvió anular la elección el 22 de octubre y convocar a una votación complementaria en Gaborone South para el 1 de diciembre.
La votación complementaria, cuya campaña comenzó el 27 de octubre nuevamente con Koma y Mmusi como candidatos, se consideró una de las elecciones más impredecibles en la historia del país y motivó un amplio despliegue político y mediático por parte del gobierno, con Masire interviniendo activamente en la campaña a favor de Mmusi. A pesar de esto, Koma obtuvo un sólido triunfo con el 53,73% de los votos contra el 45,37% de Mmusi, logrando acceder por primera vez al Parlamento. Esta victoria implicó la toma de control definitiva de Gaborone por parte del BNF (que había ganado también la mayoría en el concejo local), y el BDP no volvería a ganar una elección en la capital hasta después de la muerte de Koma, en 2009. Con su elección como parlamentario, Koma finalmente sucedió a Bathoen (que se retiró de la Asamblea al año siguiente) como líder de la Oposición.

### Papel parlamentario
La juramentación de Koma como líder de la Oposición en el Parlamento marcó un antes y un después para su liderazgo. Mmualefhe Raditladi, dirigente histórico del BNF, declaró que «la fama lo rodeó» y que «su ingreso al Parlamento fue aclamado casi como la llegada de un mesías por sus seguidores». El margen de maniobra parlamentario de Koma era reducido, controlando tan solo cinco escaños frente a una mayoría abrumadora del BDP, pero explotó hábilmente su oportunidad de intervenciones para confrontar con el gobierno, teniendo una actuación destacada en el debate presupuestario el mismo mes de su llegada al legislativo. El fuerte debate interno y discusiones que hasta entonces habían caracterizado al BNF desaparecieron, convirtiéndolo esencialmente en un partido personalista con Koma como líder indiscutido. Con frecuencia organizaba concentraciones políticas en Gaborone, fuera del período electoral, donde atraía a numerosos seguidores y estos coreaban consignas a su favor. Su sucesor en el liderazgo del BNF, Otsweletse Moupo, criticaría este aspecto del período de Koma al frente del partido, cuestionando que el creciente culto a la personalidad por parte de los seguidores de Koma debilitó su capacidad de crear una poderosa estructura aprovechando su creciente adhesión en diversas áreas del país, sobre todo en las ciudades.
La consolidación del liderazgo de Koma también vio un debilitamiento del apoyo en las regiones Bangwaketse al BNF, aunque un residuo de este se mantendría durante varias décadas. El retiro de Bathoen para asumir como presidente de la Corte de Apelaciones y su creciente oposición a las políticas izquierdistas de Koma lo alejaron de los votantes tradicionales. El sucesor de Bathoen como parlamentario en Kanye, Leach Tlhomelang, lideró al ala tradicionalista del BNF durante los siguientes años y encabezó un conflicto contra Koma, acusándolo de autoritario. Algunos dirigentes de tradición izquierdista o que perdieron el favor de Koma fueron expulsados o se separaron tras verse marginados de posiciones de liderazgo. Muchos fundaron nuevos partidos políticos y buscaron atraer a votantes descontentos del partido. Si bien ninguno de los nuevos partidos representó nunca una amenaza para la hegemonía del BNF como principal partido de la oposición, bajo el liderazgo de Koma el Frente experimentó el mayor número de escisiones de su historia, y hasta cinco partidos políticos fundados en este período eran constituidos en parte por partidarios del BNF.
Uno de los principales objetivos políticos de Koma después de su victoria en 1984 fue impulsar una reforma del sistema electoral. Aunque en general las elecciones desde la independencia se habían considerado libres y justas, y los partidos opositores generalmente respetaron los sucesivos triunfos del BDP como genuinos, también criticó que el país no estaba exento de la corrupción electoral, sobre todo por el hecho de que la gestión de los comicios quedaba directamente a cargo de la Oficina del Presidente. Koma demandó la creación de una Comisión Electoral Independiente para gestionar las elecciones. Koma enumeró en varias ocasiones una serie de falencias que podían permitir la comisión de delitos electorales con facilidad, a pesar de los reclamos de Botsuana de que esto no ocurría en la práctica. Finalmente, las presiones de Koma y las crecientes protestas de sectores de la sociedad civil llevaron al gobierno de Masire a ceder en la creación de un ente gestor: el «Supervisor de Elecciones». Sin embargo, Koma criticó que la nueva oficina no sería autónoma y exigió una Comisión Electoral Independiente. El gobierno del BDP respondió sometiendo a referéndum la reforma electoral, votación que tuvo lugar el 27 de octubre de 1987. El BNF rechazó la reforma y llamó directamente a boicotear el referéndum. La legislación fue aprobada por un 78,10% de los electores, pero la participación fue extremadamente baja. Si bien el gobierno no publicó cifras de participación oficial, menos de un quinto de los electores registrados en las anteriores elecciones emitió sufragio.
Como líder de la Oposición, Koma defendió también una mayor institucionalización del idioma setsuana. A tal fin llegó a introducir, en agosto de 1989, una serie de mociones fallidas para que los debates parlamentarios tuvieran lugar en setsuana en vez de inglés. El manifiesto electoral del BNF mantendría la promesa de elevar al setsuana al estatus de único idioma oficial de la nación.

### Elecciones de 1989
Las elecciones generales de 1989 vieron, por primera vez, la realización de elecciones primarias para que los partidos seleccionaran a sus candidatos. Solo el BDP y el BNF realizaron primarias en este período, aunque se presume Koma veía el proceso como una forma de purgar a sus opositores internos. Los partidarios de Koma ganaron las primarias en las regiones Bangwaketse, con el jefe de la facción tradicionalista, Tlhomelang, como una de las derrotas más sonadas. Tlhomelang denunció fraude electoral en las primarias y abandonó el BNF, fundado el Partido de la Libertad de Botsuana (BFP). Sin el apoyo de ningún líder tribal importante, el BNF bajo el liderazgo de Koma se vio obligado a recurrir a una estrategia de mayor nacionalización, y el partido disputó todos los escaños parlamentarios menos uno. En las elecciones el BNF sufrió un retroceso parlamentario obtuvo solo 3 de 34 escaños, reteniendo ambas circunscripciones de Gaborone y la circunscripción norteña de Okavango (el mayor bastión no urbano de la oposición botsuana). Perdió ambos escaños en Kanye, en gran medida por la división de votos con el BFP (aunque obtuvo el triunfo parcial de mantenerse como segunda fuerza más votada pese a la ruptura con Tlhomelang). La falta de apoyo regional impidió al BNF obtener victorias propiamente dichas, pero su voto popular se disparó a un 26,95%, mientras que la elección representó la primera vez que el BDP fracasó en obtener dos tercios de los votos válidos. Muchas circunscripciones que antes eran firmes bastiones del BDP se convirtieron en escaños disputables, mientras que el BNF retuvo su apoyo urbano y se consolidó como el único partido opositor que no estaba confinado a bastiones regionales o étnicos.

### Programa Socialdemócrata y elecciones de 1994

La elección de 1994 dio su mejor resultado histórico al BNF.

Los primeros años de la década de 1990 vieron una escalada cada vez más rápida en el declive del apoyo popular al BDP, que ya se había visto durante toda la década anterior. La rápida urbanización conducía al surgimiento de nuevos votantes jóvenes, nacidos después de la independencia, que comenzaron a distanciarse del BDP. Al mismo tiempo, se produjo una abrupta desaceleración económica como consecuencia de una disminución en la demanda de diamantes, cobre y níquel, relacionada con la recesión económica mundial, así como la reducción de los ingresos por ventas de carne de res. Esto dio como resultado un desempleo generalizado y la formación de asentamientos informales en las principales ciudades. El liderazgo del BNF vio las inminentes elecciones de 1994 como una oportunidad excelente para debilitar la hegemonía del BDP y comenzó a reorganizarse en este sentido. En un giro ideológico muy marcado, Koma propuso la construcción de una plataforma electoral más moderna, adaptada al contexto internacional tras el final de la Guerra Fría y a la posibilidad de ofrecer finalmente a la juventud botsuana una alternativa realista de gobierno y no solo una postura opositora al BDP. A tal fin, se adoptó el «Programa Socialdemócrata» (Social Democratic Program o SDP), el cual abandonaba varios de los puntos más radicales y cuestionados del partido, proponiendo políticas a corto plazo para convertir a Botsuana en un estado de bienestar.
El Programa Socialdemócrata fue objeto de intensos debates, y algunos integrantes del ala más extremista del partido expresaron su descontento por lo que consideraban una «claudicación de ideales» y un abrazo a «ideas capitalistas». No obstante, gran parte de las nuevas propuestas fueron aceptadas por los miembros del BNF como una necesidad para encarar una disputa electoral coherente. Nuevos enfrentamientos facciosos llevaron a la separación de integrantes como Nehemiah Modubule y el propio primo de Koma, Lenyeletse Koma. Mientras tanto, Koma buscó un acercamiento con otros partidos de la oposición para fundar una coalición electoral que distribuyera los escaños, evitando contiendas a tres bandas que beneficiaran al BDP. Este proyecto recibió el nombre de «Frente Progresista Popular de Botsuana» y logró reunir al BNF, al BPP y a la Unión Progresista de Botsuana. Sin embargo, se rompió antes de los comicios. Mientras se acuciaban las dudas sobre la transparencia de las elecciones, ante la negativa del BDP de cumplir las demandas del BNF para disminuir la edad de votar de 21 a 18 o crear una Comisión Electoral Independiente, el BNF llegó a considerar seriamente el boicot electoral, pero finalmente aceptó competir ante el evidente deterioro del apoyo al BDP y la creación de nuevas circunscripciones urbanas, lo que auguraba un mayor número de parlamentarios opositores.
Al igual que en anteriores elecciones, el BDP apeló a la falta de alternativas reales y acusó al BNF de hacer promesas imposibles de cumplir para engañar al electorado. Del mismo modo, culpó a Koma por el ambiente tenso en el que se estaba desarrollando la campaña y lo acusó de dar «carta blanca» a los integrantes del BNF para agraviar e insultar a los militantes oficialistas. Con una agresiva campaña centrada en la crítica a la debacle económica y promoviendo numerosas propuestas de cambio progresistas, las elecciones vieron al BNF obtener el mejor resultado de su historia, que permanece hasta la fecha como el mejor resultado para cualquier partido opositor en solitario. Aunque el BDP logró la reelección, el BNF obtuvo un 37,09% de los votos válidamente emitidos y 13 de los 40 escaños parlamentarios, quedando muy cerca de romper, por primera vez, la mayoría de dos tercios del oficialismo. El apoyo al BNF en las áreas urbanas superó todas las expectativas y el partido arrasó en todas las ciudades del país, obteniendo más de dos tercios de los votos en Gaborone. El propio Koma obtuvo su mejor resultado personal histórico en Gaborone South, reteniendo su escaño por un 68,74% de los votos.

### Conflicto de liderazgo
Entre 1994 y 1998, Koma se dedicó a utilizar su buen desempeño electoral para presionar al gobierno de Masire por mayores reformas en el sistema político del país. Tras una serie de protestas duramente reprimidas en 1995, Masire accedió a negociar con Koma y el BDP y el BNF llegaron a numerosos acuerdos, finalmente acordando imponer un límite de dos mandatos para ejercer la presidencia de la República y la creación de una Comisión Electoral Independiente para gestionar las elecciones. En 1997, buscando fortalecer al partido en las regiones Bangwato donde el BDP era hegemónico, Koma tuvo una serie de encuentros con Ian Khama, entonces comandante en jefe de las Fuerzas de Defensa de Botsuana, para intentar convencerlo de unirse al BNF, llegando incluso a proponerle cederle la candidatura presidencial del partido. Aunque existen rumores de que Khama consideró la oferta, finalmente se unió al partido de su padre (el BDP), y eventualmente llegaría a ser presidente de Botsuana entre 2008 y 2018. Luego de su presidencia, Khama finalmente desertaría a la oposición y acordaría con el BNF mucho después de la muerte de Koma, de cara a las elecciones de 2019.
A medida que Koma envejecía, comenzó a plantarse la cuestión sobre su sucesión, sobre todo luego de que Quett Masire se retirara y fuera sucedido como presidente por Festus Mogae, lo que alentó las presiones por una renovación en la oposición. Entre 1997 y 1998, comenzaron a surgir los primeros problemas internos que desembocarían en un conflicto de liderazgo en toda regla. Una facción más juvenil del partido, encabezada por el escritor y activista Michael Dingake, antiguo miembro del Congreso Nacional Africano y vicepresidente del partido, buscó deponer a Koma por considerarlo viejo y atrasado. Aunque Koma prevaleció en el Congreso del partido en julio de 1997, las divisiones persistieron y Dingake finalmente reclamó la realización de un congreso extraordinario para desafiar el liderazgo de Koma. Hasta entonces, los conflictos internos habían sido moneda corriente en el BNF, pero quedó claro que la posición de Koma se había debilitado y que buena parte de la dirección del partido ahora estaba en su contra. El Congreso extraordinario resultó en el derrocamiento sorpresivo de Koma y su reemplazo como líder por Dingake. Sin embargo, Koma no reconoció el Congreso e impugnó el resultado ante los Tribunales, que finalmente fallaron a su favor y lo restituyeron como presidente del partido. Tras recuperar el control, Koma encabezó una purga que depuso a la gran mayoría de la dirigencia y la reemplazó por un «comité provisional» compuesto casi enteramente por partidarios suyos. En respuesta, el 20 de junio de 1998, Dingake fundó el Partido del Congreso de Botsuana. Once de los trece parlamentarios y la gran mayoría de los concejales del BNF desertaron al nuevo partido.

### Elecciones de 1999
A pesar de haber retenido el liderazgo del BNF, Koma llegó a las elecciones de 1999 debilitado por la escisión del BCP y la pérdida casi total de su apoyo parlamentario. Contrarrestado por el tiempo, buscó construir una alianza con los partidos de oposición minoritarios, construyendo el Movimiento de la Alianza de Botsuana. No obstante, el BNF abandonó la coalición antes de las elecciones, citando diferencias por la distribución de candidatos. Finalmente, las elecciones vieron al oficialismo renovado triunfar por un amplio margen, con un 57,14% de los votos y 33 de los 40 escaños. El BNF sufrió un duro descalabro como consecuencia de la división con el BCP y perdió casi todo su peso en el norte del país, aunque conservó su preeminencia en las áreas Bangwaketse y en Gaborone, donde el propio Koma fue reelegido parlamentario por última vez con un 57,09% de los votos. Asimismo, la falta de estructura política del BCP le permitió seguir siendo el principal partido de la oposición, aunque con solo un 25,95% de los votos y 6 escaños parlamentarios. La misma noche de los comicios, Koma se lamentó ante los medios de comunicación por el resultado, afirmando que Botsuana había retrocedido políticamente cinco años, y culpó a los desertores del BCP por el naufragio.

### Jubilación
La derrota opositora en una elección en la que se habían tenido serias expectativas de triunfo devastaron la legitimidad de Koma, aún entre los propios partidarios que habían permanecido de su lado en el conflicto con Dingake. Rápidamente se generaron dos líneas internas en el partido, la «Línea Partidaria» favorable a Koma y el «Grupo Preocupado», conducido por el candidato del partido en Sebile/Phikwe, Otsweletse Moupo. Con su salud en declive y consciente de que su carrera política llegaba a su fin, Koma confirmó que dimitiría a mediados de 2000 y propuso a Peter Woto como candidato a su sucesión en el Congreso programado para noviembre de 2001. En un giro sorpresivo, con un discurso crítico con el liderazgo saliente, Moupo obtuvo una aplastante victoria y su facción tomó el control del BNF. Koma entregó la presidencia del BNF a Moupo el 25 de noviembre de 2001. Con veinticuatro años y diez meses de liderazgo en el momento de su retiro, era la segunda persona que más tiempo había presidido un partido político por tiempo ininterrumpido en la historia de Botsuana, después del exlíder del Partido de la Independencia de Botsuana, Motsamai Mpho.
A pesar de su retiro gradual, Koma se enfrentó rápidamente con el liderazgo de Moupo y trabajó constantemente para sabotearlo. Finalmente, en agosto de 2003, dimitió como líder de la Oposición en la Asamblea Nacional y abandonó el partido que había ayudado a fundar y del que había formado parte durante casi cuatro décadas, citando diferencias irreconciliables. Dado que Moupo no era un miembro del Parlamento en ese momento, fue sucedido provisoriamente por Nehemiah Modubule. Koma permaneció en el Parlamento hasta el final de su mandato tras las elecciones de 2004.

## Fallecimiento
Koma instigó la formación del Nuevo Frente Democrático (NDF), presidido por Dick Bayford, como una última escisión del BNF tras su ruptura con el liderazgo de Moupo. Sin embargo, Koma mismo rechazó presidir el partido, afectado por un deterioro de su salud producto de la diabetes. El NDF obtuvo solo 3.237 votos (un 0,78%) y no pudo ingresar al Parlamento. Se retiró finalmente a Mahalapye, donde mantuvo una vida discreta. Falleció finalmente el 19 de marzo de 2007, a los 83 años. Fue enterrado en su ciudad natal.

## Ideología, reputación y legado
Como uno de los principales dirigentes históricos de la oposición de Botsuana, regida como un Estado de partido dominante, la reputación de Koma estuvo siempre signada por su confrontación con los gobiernos de Seretse Khama, Quett Masire y Festus Mogae. Como tal, siempre fue una persona controvertida frente al público botsuano, a la par de los extensos debates dentro de la propia oposición sobre su legado político. Generalmente, el BDP calificó a Koma de «comunista» y «revolucionario peligroso», y constantemente buscó emplear sus puntos de vista radicales en su contra. Mientras tanto, desde la oposición se criticó su liderazgo cada vez más autocrático dentro del BNF como un aliciente para la división del partido, que en última instancia terminaría descalabrando las expectativas de un cambio de gobierno en Botsuana en el corto plazo. Se acusó a Koma de promover un culto a la personalidad en torno a su persona en el BNF para evitar las críticas.
Considerado uno de los dirigentes políticos más ideológicamente concretos durante los primeros años de independencia de Botsuana, Koma se definió a sí mismo durante gran parte de su carrera como un «socialista científico», teoría que vinculaba con la educación marxista que había recibido durante su estancia en Checoslovaquia y la Unión Soviética. Koma consideraba que las grandes desigualdades y la pobreza que afectaban a Botsuana eran consecuencia del capitalismo y el imperialismo británicos, y creía que el gobierno del Partido Democrático de Botsuana era un «régimen neocolonial» cuyo objetivo primario era extender indefinidamente el modelo de explotación en el país. Aunque no era un marxista ortodoxo, Koma repudiaba el «socialismo africano», expresión política dominante en gran parte del continente fuera de Botsuana. Calificó a este movimiento como una «bufonada», afirmando que «los países africanos que inventaron nuevas etiquetas para la forma capitalista de desarrollo y pretendieron haber encontrado una forma específicamente africana que es intermedia entre el capitalismo y el socialismo científico, sólo estaban tratando de engañar a las masas y de engañarse a sí mismos».
La vida personal de Koma condujo a que fuera objeto de fuertes críticas por parte de sus detractores, en particular la prensa ligada al BDP, que constantemente ridiculizaron su estilo de vida austero contrastándolo con su origen acomodado, a la par que resaltaron los aspectos de su vida que discordaban con la sociedad conservadora de Botsuana. Era ateo, de acuerdo con su filosofía comunista, pero reconocía el papel de la religión en un país sumamente conservador como Botsuana y expresó puntos de vista favorables a concepciones del socialismo cristiano, como la teología de la liberación. Gilson Saleshando, exdirigente del BNF y más tarde presidente del Partido del Congreso de Botsuana, declaró que había visto Koma también incorporando creencias religiosas tradicionales africanas a sus opiniones. Dedicado a la política parlamentaria y a la escritura intelectual, Koma nunca tuvo empleo ni ejerció su profesión formalmente, ni tampoco tuvo hijos.
Por fuera de sus puntos de vista ideológicos, Koma fue mucho más pragmático en su accionar como dirigente político en Botsuana. Convencido de que Botsuana no estaba en condiciones para que se produjera una revolución socialista y obrera, impulsó el concepto de «frente unido». Con este fin, buscó convertir al BNF en una «coalición de clases» que uniera a los sectores tradicionales, la burguesía y el proletariado del país en contra de lo que consideraba una influencia colonial persistente. Nominalmente, Koma se oponía a los liderazgos tribales tradicionales, pero durante su carrera política buscó cortejar a los dirigentes con el objetivo de aprovechar su influencia, siendo el caso su alianza con Bathoen II (jefe de la tribu Bangwaketse) entre 1969 y 1984. Christian John Makgala consideró que Koma (un Bangwato) parecía tener cierto respeto por el liderazgo tribal, lo que explica su intento de acercamiento con el eventual presidente Ian Khama (formalmente heredero al trono de dicha tribu), a finales de la década de 1990, aunque consideró que esto también podía surgir de un oportunismo político. En última instancia, el crecimiento electoral del BNF entre 1984 y 1994 lo llevó a moderar muchas de sus posturas y comprometerse con la política socialdemócrata en el corto plazo. Si bien la mayor parte de sus seguidores apoyaron la necesidad de este pragmatismo, algunos elementos del ala izquierda del partido lo acusaron de revisionismo y lo denunciaron.

## Obras publicadas
- Pamphlet Number 1
- Education in Black Africa
- Seforanta ke eng?
- National Question in Botswana
- The Experience of Vietnam on the Multi-Organisational United Front (póstumo)